# Кахит, Нериман
Нериман Кахит (тур. Neriman Cahit; род. 1937, д. Крини, Кипр) — турко-кипрская поэтесса и писательница, педагог, общественный деятель. Известна как ведущая фигура турецко-кипрской поэзии и активный защитник прав кипрских женщин турецкой национальности.

## Биография
Родилась в 1937 году в деревне Крини. Была старшей из трёх сестёр, три года ходила в начальную школу своей деревни. Родители, желая дать ей лучшее образование, перевели её в начальную школу имени  Мустафы Кемаля Ататюрка в Никосии. Сочинять стихи и писать прозу начала в 5-м классе школы.
Затем училась в средней школе Виктория для девочек. Окончив школу, поступила в Педагогический колледж, но после этого была вынуждена перейти в недавно созданный педагогический колледж для турок-киприотов, так-как в то время начались конфликты между греческим и турецким общинами Кипра.
Её ранняя поэзия имела лирическую направленность, но со временем её творчество сместилось в сторону острых социальных проблем.
Свои первые стихи опубликовала в 1960-х годах под мужским псевдонимом, так-как её семья не одобряла стремление Нериман заниматься поэзией. В своих стихах она отобразила тяжелое положение турецких женщин-киприоток в деревнях, где она работала учительницей.
На протяжении всей своей педагогической деятельности её статьи, стихи, исследования и интервью публиковались в турко-кипрских газетах. Считается одним из ведущих защитников прав женщин турецкой национальности на Кипре.
Её первая книга, «K.T.Ö.S. Mücadele Tarihi» (История борьбы KTÖS) была опубликована в 1987 году, за ней последовал её первый сборник стихов «Sıkıntıya Vurulan Düğüm» в 1988 году. Её книга «Konu: Kadın» (Тема: Женщина), полностью посвященная проблемам турко-киприотским женщинам, была опубликована в 1989 году.
С тех пор выпустила ряд книг, состоящих из её стихов, интервью, исследований и статей. Основные темы, которая она затрагивает в своих произведениях — это положение женщин на Кипре и город Никосия. В своих стихах выразила свою страсть к Никосии, которая глубоко укоренилась в её душе и боль, которую ей причиняет разделение города.
Удостоена не менее 15 наград в области литературы, в том числе наград от турецкого журнала «Nokta», от Гуманистического интернационала (Humanist International) и от Международной организации тюркской культуры. Является основателем Женского исследовательского центра[прояснить] и в настоящее время пишет периодические статьи в ежедневной кипрско-турецкой газете «Yeni Düzen».
В течение своей карьеры являлась активной фигурой в Союзе учителей турок-киприотов и защищала права женщин, свободную прессу и профсоюзы.